# مركبة ذات وقود مرن

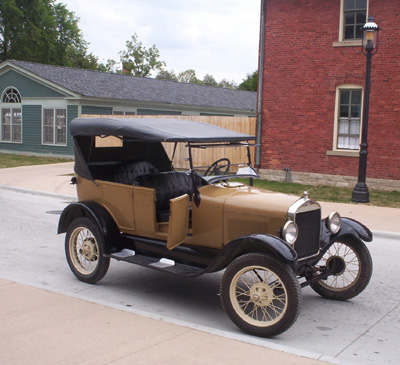
كان محرك فورد موديل تي قادر على العمل بالإيثانول أو البنزين أو الكيروسين أو خليط من أول أثنين.

 مركبة ذات وقود مرن أو مركبة مزدوجة الوقود هي مركبة بديلة لنظام الوقود الحالي بمحرك احتراق داخلي مصمم ليعمل على أكثر من نوع من الوقود وعادة مايكون البنزين ممزوجاً مع الإيثانول أو وقود الميثانول وجميعها يتم تخزينها في نفس الخزان. والمحركات الحديثة ذات الوقود المرن قادرة  على حرق أي كمية من المزيج في حجرة الاحتراق لأن حقن الوقود و توقيت الاشتعال يتم ضبطها تلقائيا بناءاً على نوع المزيج الذي يتم معرفته بواسطة حساسات كاشفة لنوع المزيج. وتختلف مركبات ذات الوقود المرن عن  المركبات ثنائية الوقود بأن الأخيرة تملك خزانين لكل نوع من الوقود وتعمل على وقود واحد فقط في الوقت نفسه، مثل الغاز الطبيعي المضغوط (CNG) أو غاز البترول المسال (LPG) أو الهيدروجين.